# 热罗姆·欧仁·科贾
| 小行星96  | 1868年2月17日 |
| 小行星187 | 1878年4月11日 |
| 小行星193 | 1879年2月28日 |
| 小行星217 | 1880年8月30日 |
| 小行星444 | 1899年3月3日  |

熱羅姆·歐仁·科賈（法語：Jérôme-Eugène Coggia，1849年2月18日—1919年1月15日）是一名19世紀法國（科西嘉島）天文學家。
他曾經工作於馬賽，並發現了幾顆彗星，當中包括出名的「科賈彗星」（C/1874 H1）。週期彗星27P/Crommelin以前被稱爲「Comet Pons-Coggia-Winnecke-Forbes」。